# Diplazium esculentoides
Diplazium esculentoides är en majbräkenväxtart som beskrevs av Masahiro Kato.
Diplazium esculentoides ingår i släktet Diplazium och familjen Athyriaceae. Inga underarter finns listade i Catalogue of Life.